# Ostinato destino
Ostinato destino – włoski film fabularny z 1992 roku w reżyserii Gianfranca Albana.
Zdjęcia do tego filmu kręcono w Parmie.